# 잉글랜드-스페인 전쟁 (1585년~1604년)
잉글랜드-스페인 전쟁은 스페인 군주국과 잉글랜드 왕국의 전쟁으로, 1585년에 시작되어 1604년에 종결되었다. 해당 전쟁은 공식적으로 선포된 전쟁이 아니었으며, 대체로 스페인 무적함대가 프랜시스 드레이크가 이끄는 잉글랜드 함대에게 패배한 전쟁으로 유명하지만, 1589년 잉글랜드에서 파견한 드레이크-노리스 원정대가 라코루냐에서 스페인군에게 대패한 후 전황은 다시 교착 상태에 빠졌으며, 전쟁은 이후 제임스 1세의 재임기인 1604년까지 계속되었다.

## 같이 보기
- 유럽 종교전쟁